# 福綿区
福綿区（ふくめん-く）は、中華人民共和国広西チワン族自治区玉林市に位置する市轄区。

## 概要
1997年に福綿管理区として設立された。面積は787平方キロメートル、人口は35万人。2004年の区全体のGDPは14.4億元となっている。
2013年6月28日に中華人民共和国国務院の公文「国函[2013] 75号」によって、正式な市轄区の福綿区として設立された。

## 行政区画
- 鎮:福綿鎮、成均鎮、樟木鎮、新橋鎮、沙田鎮、石和鎮